# 丹尼斯·维耶鲁
丹尼斯·维耶鲁（羅馬尼亞語：Denis Vieru，1996年3月10日—），摩尔多瓦男子柔道运动员，2019年世界柔道锦标赛男子66公斤级铜牌得主、2022年世界柔道锦标赛男子66公斤级铜牌得主。